# Planet O
Planet O è un singolo del gruppo francese Daisy Daze and the Bumble Bees, pubblicato nel giugno del 1979 e divenuto famoso per essere stato la prima sigla dell'edizione italiana dell'anime Le avventure di Lupin III, la prima serie animata del personaggio del manga di Monkey Punch.

## Il brano
Il singolo narra di un gruppo di alieni giunti dal Pianeta O, il cui passatempo preferito sono le pratiche erotiche e potrebbe essere stato scritto ispirandosi al romanzo Histoire d'O di Pauline Réage (pseudonimo di Dominique Aury). La voce femminile presente nel brano rappresenta una ragazza molto giovane che, dapprima è restia a seguire gli alieni che vorrebbero portarla sul loro pianeta, ma poi si fa sedurre e convincere.

## La sigla diLupin III
La prima pubblicazione in 12” avvenne in Francia nel giugno del 1979, dove riscosse poco successo. Pochissimo tempo dopo, il singolo venne pubblicato in Italia in formato 7” a 45 giri dalla RCA Victor, tagliato in due parti a causa della durata più breve del disco. Venne comunque pubblicato anche il 12" con copertina standard forata al centro. Il lato B presenta la base strumentale. 
Probabilmente è da questa edizione che i produttori televisivi presero la canzone per adoperarla come sigla italiana dell'anime Le avventure di Lupin III, che fu trasmesso nei circuiti di TV locali in quello stesso anno. È un dato di fatto che l'argomento del brano non c'entrasse affatto con la storia della serie animata, ma nonostante questo non mancò di riscuotere successo proprio grazie alla popolarità del cartone animato. Lo stesso disco della RCA infatti venne ristampato con l'aggiunta della dicitura "Sigla della serie TV «Lupin III°»" sulla copertina.
A dicembre dello stesso anno ricevette una terza ristampa italiana ma con una copertina rinnovata, che conteneva finalmente l'immagine dei personaggi di Lupin III nella locandina del film Lupin III - La pietra della saggezza; il film infatti venne proiettato nei cinema italiani con il titolo Lupin III proprio in quel periodo, e conteneva la sigla Planet O sia in apertura sia in chiusura in sostituzione di quelle giapponesi, esattamente come per la serie televisiva.
Nel 1987 la serie TV venne acquistata da Mediaset che la ridoppiò e sostituì la sigla con quella che produsse per la terza, ovvero Lupin, l'incorreggibile Lupin de Gli amici di Lupin (pseudonimo di Enzo Draghi). Lo stesso trattamento toccò alla seconda serie, che però non venne ridoppiata. Nelle repliche a partire dal 2004, Mediaset ripristinò la sigla Planet O ma solo in chiusura; in apertura venne inserita la nuova sigla Hallo Lupin di Giorgio Vanni.

## Tracce
Lato A
Testi di Albert Emsalem, Sharon Woods, musiche di Norbert Cohen.
1. Planet O – 5:50

Lato B
Musiche di Norbert Cohen.
1. Planet O (strumentale) – 5:55